# Rakowski (herb szlachecki)

Herb Rakowski

Rakowski (Rekowski, Rekowski XIII) – polski herb szlachecki.

## Opis herbu
Opis z wykorzystaniem zasad błaznowania, zaproponowanych przez Alfreda Znamierowskiego:
W polu czerwonym półksiężyc srebrny z twarzą (okiem w lewo), przeszyty mieczem srebrnym na opak. Klejnot: nad hełmem w koronie rak czerwony w prawo. Labry czerwone, podbite srebrem.

## Najwcześniejsze wzmianki
Herb wymieniany przez Ledebura (Adelslexikon der preussichen Monarchie von..., jako Rakowski) i Nowego Siebmachera (jako Rekowski II i Rekowski IV).

## Rodzina Rakowskich
Rodzina osiadła w Wielkopolsce, z niej Adalbert (Wojciech) von Rakowski był w 1847 dziedzicem we wsiach Kołaczkowo i Stanisławka w okręgu Szubin. Syn Stanisława, Apolinary, był w 1855 pruskim urzędnikiem sądowym. Niewykluczone jest pokrewieństwo tej rodziny z Rekowskimi, którzy używali herbów z podobnymi motywami. Rodzina ta rozsiedliła się także na terenie zaboru rosyjskiego, konkretnie na Podolu, Wołyniu i Kijowszczyźnie. Z niej Aleksander, syn Cypriana, wnuk Marcina Osipowa, został 20 września 1837 roku zapisany do ksiąg guberni podolskiej. Kilku przedstawicieli rodziny wzmiankowanych jest w XIX i XX wieku w guberni kijowskiej.

## Herbowni
Rakowski (Rekowski).